# Кушалово
Кушалово — деревня в Великоустюгском районе Вологодской области.
Входит в состав Покровского сельского поселения (с 1 января 2006 года по 13 апреля 2009 года входила в Викторовское сельское поселение), с точки зрения административно-территориального деления — в Викторовский сельсовет.
Расстояние до районного центра Великого Устюга по автодороге — 54 км, до центра муниципального образования Ильинского по прямой — 6 км. Ближайшие населённые пункты — Мартищево, Быково, Игнатьевская, Биричево, Первомайское.
По переписи 2002 года население — 28 человек (13 мужчин, 15 женщин). Всё население — русские.